# Cognin

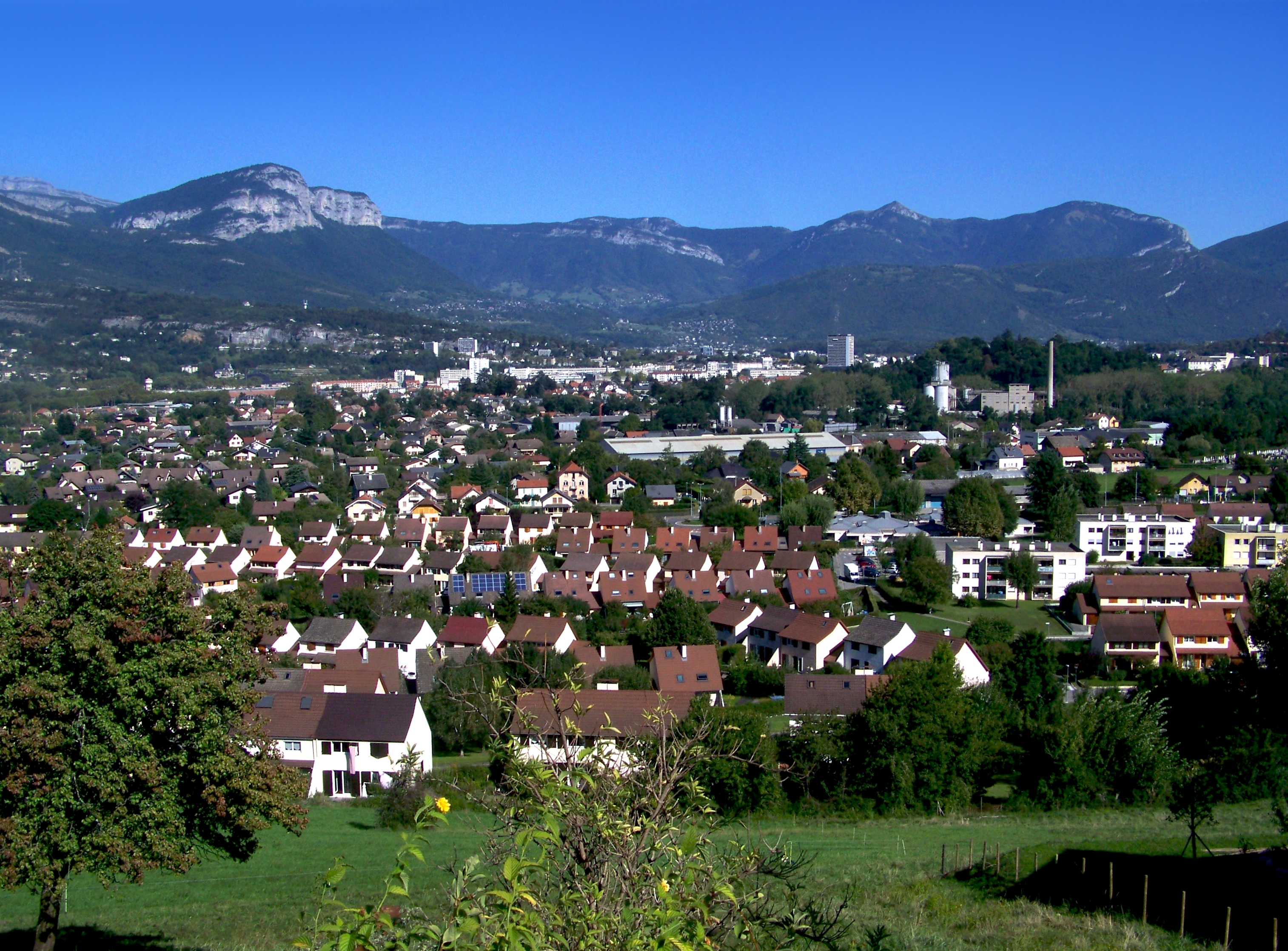
Cognin i Chambéry.

Cognin – miejscowość i gmina we Francji, w regionie Owernia-Rodan-Alpy, w departamencie Sabaudia.
Według danych z 1990 r. gminę zamieszkiwało 5779 osób, a gęstość zaludnienia wynosiła 1290 osób/km² (wśród 2880 gmin regionu Rodan-Alpy Cognin plasuje się na 148. miejscu pod względem liczby ludności, natomiast pod względem powierzchni na miejscu 1558.).